# Tony Oxley
Tony Oxley (født 15. juni 1938 i Sheffield, England, død 26. december 2023) var en engelsk avantgarde jazztrommeslager. Tony Oxley var en pioner indenfor den britiske free jazz, hvor han i trioen Joseph Holbrooke spillede med guitaristen Derek Bailey og bassisten Gavin Bryars. Trioen startede med at spille konventionel jazz, men fra omkring 1965 begyndte trioen at spille en for den tid unik stil med fri improvisation. Oxley flyttede i 1966 til London, hvor han blev fast akkompagnatør på den berømte jazzklub Ronnie Scotts. Her akkompagnerede han gæstende amerikanske musikere som Bill Evans, Sonny Rollins, Stan Getz, Lee Konitz og Joe Henderson.
Oxley medvirkede på John Mclaughlins plade Extrapolation fra 1969 og spillede endvidere med Gordon Beck. Han udgav sin første plade i eget navn i 1969 (The Baptised Traveler).
Oxley spillede en i en meget fri stil, og med sin egen særprægede teknik med et polyrytmisk præg. Han spillede på et specielt opbygget trommesæt, som han selv havde designet.
Tony Oxley etablerede med musikeren Evan Parker Incus Records i 1971, der hurtigt blev et af de førende uafhængige pladeselskaber indenfor free jazz-musikken. 